# Puchar Wysp Owczych w piłce nożnej (1975)
W 1975 roku odbyła się 29. edycja Pucharu Wysp Owczych. Brały w nim wówczas udział jedynie drużyny z pierwszej klasy rozgrywek na archipelagu. Finał zakończył się wynikiem, dającym zwycięstwo drużynie VB Vágur nad HB Tórshavn. Turniej miał trzy fazy:
- Runda wstępna
- Półfinały
- Finał

## Uczestnicy
W Pucharze Wysp Owczych wzięły udział drużyny z najwyższego poziomu rozgrywek na archipelagu.
| Meistaradeildin 1975 6 drużyn                                                         |
| - B36 Tórshavn - HB Tórshavn - ÍF Fuglafjørður - KÍ Klaksvík - TB Tvøroyri - VB Vágur |

## Terminarz
| Runda         | Data pierwszego meczu        | Data drugiego meczu |
| ------------- | ---------------------------- | ------------------- |
| Runda wstępna | 8 czerwca i 12 sierpnia 1975 | nie rozgrywa się    |
| Półfinały     | 24 sierpnia 1975             | nie rozgrywa się    |
| Finał         | 21 września 1975             | 28 września 1975    |

## Przebieg rozgrywek

### Runda wstępna
| Drużyna 1        | Wynik   | Drużyna 2       |
| ---------------- | ------- | --------------- |
| 8 czerwca 1975   |         |                 |
| HB Tórshavn      | 2:0     | TB Tvøroyri     |
| VB Vágur         | 1:2 pd. | ÍF Fuglafjørður |
| 12 sierpnia 1975 |         |                 |
| KÍ Klaksvík      | 1:0     | B36 Tórshavn    |

| 8 czerwca 1975 | HB Tórshavn                                | 2:0   | TB Tvøroyri |                      |
|                | John Eysturoy 58' · Beiggin Johannesen 66' | (0:0) |             | Gundadalur, Tórshavn |

| 8 czerwca 1975 | VB Vágur         | 1:2 (pd.)  | ÍF Fuglafjørður |                                                       |
|                | Johannis Nielsen | (1:0, 1:1) | Birgir Thomsen  | á Eiðinum, Vágur Sędzia: Jógvan Norðbúð (KÍ Klaksvík) |

| 12 sierpnia 1975 | KÍ Klaksvík    | 1:0   | B36 Tórshavn |                                                           |
|                  | Leif Olsen 43' | (1:0) |              | Djúpumýra, Klaksvík Sędzia: Rudolf Niclasen (TB Tvøroyri) |

### Półfinały
| Drużyna 1        | Wynik | Drużyna 2   |
| ---------------- | ----- | ----------- |
| 24 sierpnia 1975 |       |             |
| HB Tórshavn      | 2:1   | KÍ Klaksvík |
| ÍF Fuglafjørður  | •     | wolny los   |

| 24 sierpnia 1975 | HB Tórshavn                                  | 2:1   | KÍ Klaksvík                |                      |
|                  | John Eysturoy 22' (k.) · Sverri Jacobsen 28' | (2:1) | 24' (k.) Mikkjal Mikkelsen | Gundadalur, Tórshavn |

### Finał
| Drużyna 1                            | Wynik dwumeczu | Drużyna 2   | Pierwszy mecz | Drugi mecz |
| ------------------------------------ | -------------- | ----------- | ------------- | ---------- |
| ÍF Fuglafjørður                      | 4 – 7          | HB Tórshavn | 2:5           | 2:2        |
| Po lewej gospodarz pierwszego meczu. |                |             |               |            |

#### Pierwszy mecz
| 21 września 1975 | ÍF Fuglafjørður · Jákup Frants Larsen · Sam Jacobsen | 2:5(1:3)Raport | HB Tórshavn · John Eysturoy · Sverri Jacobsen · Heri Nolsøe | í Fløtugerði, Fuglafjørður Sędzia: Baldvin Baldvinsson (B36 Tórshavn) |
|                  |                                                      |                |                                                             |                                                                       |

|               |   |                     |
|               |   |                     |
| BR            | ? | Regin Árting        |
| OB            | ? | Hans C. Joensen     |
| OB            | ? | Herman Midjord      |
| OB            | ? | Hans Elias Joensen  |
| PO            | ? | Páll Beder          |
| PO            | ? | Dia Petersen        |
| PO            | ? | Hanni Ellingsgaard  |
| PO            | ? | Sam Jacobsen        |
| NA            | ? | Jákup Frants Larsen |
| ??            | ? | Kristian Eldevig    |
| ??            | ? | Sofus Baldvinsson   |
| Trener:       |   |                     |
| Örn Eyólvsson |   |                     |

|               |   |                    |
|               |   |                    |
| BR            | ? | Kári Thorsteinsson |
| OB            | ? | Finnur Helmsdal    |
| OB            | ? | Manni Persson      |
| OB            | ? | Sólbjørn Mortensen |
| OB            | ? | Sverri Jacobsen    |
| PO            | ? | Eirikur Rasmussen  |
| PO            | ? | Ragnar Hansen      |
| PO            | ? | Egga Jensen        |
| PO            | ? | Beiggin Johannesen |
| NA            | ? | John Eysturoy      |
| NA            | ? | Heri Nolsøe        |
| Trener:       |   |                    |
| Jóhan Nielsen |   |                    |

#### Rewanż
| 28 września 1975 | HB Tórshavn · John Eysturoy 11' · Heri Nolsøe 52' | 2:2(1:2)Raport | ÍF Fuglafjørður · 4' Jákup Frants Larsen · 18' Birgir Thomsen | Gundadalur, Tórshavn Sędzia: Jógvan Norðbúð (KÍ Klaksvík) |
|                  |                                                   |                |                                                               |                                                           |

|               |   |                    |
|               |   |                    |
| BR            | ? | Kári Thorsteinsson |
| OB            | ? | Finnur Helmsdal    |
| OB            | ? | Manni Persson      |
| OB            | ? | Sólbjørn Mortensen |
| OB            | ? | Sverri Jacobsen    |
| PO            | ? | Eirikur Rasmussen  |
| PO            | ? | Ragnar Hansen      |
| PO            | ? | Egga Jensen        |
| PO            | ? | Beiggin Johannesen |
| NA            | ? | John Eysturoy      |
| NA            | ? | Heri Nolsøe        |
| Rezerwowi:    |   |                    |
| OB            | ? | Áki Davidsen       |
| Trener:       |   |                    |
| Jóhan Nielsen |   |                    |

|               |   |                     |
|               |   |                     |
| BR            | ? | Regin Árting        |
| OB            | ? | Hans C. Joensen     |
| OB            | ? | Herman Midjord      |
| OB            | ? | Hans Elias Joensen  |
| PO            | ? | Páll Beder          |
| PO            | ? | Dia Petersen        |
| PO            | ? | Hanni Ellingsgaard  |
| PO            | ? | Sam Jacobsen        |
| PO            | ? | Birgir Thomsen      |
| NA            | ? | Jákup Frants Larsen |
| ??            | ? | Kristian Eldevig    |
| Rezerwowi:    |   |                     |
| NA            | ? | Áku Petersen        |
| Trener:       |   |                     |
| Örn Eyólvsson |   |                     |

| Zdobywca Pucharu Wysp Owczych 1975 |
| ---------------------------------- |
| HB Tórshavn 12. tytuł              |